# Joseph Noulens
Joseph Noulens, född 29 mars 1864, död 9 september 1944, var en fransk politiker.
Noulens blev deputerad 1902 och var senare vid flera olika tillfällen medlem av konseljer. Sin mest uppmärksammade insats gjorde han som ambassadör i Ryssland 1917-20.